# Junior Commissioned Officer
Junior Commissioned Officer è un termine che descrive un gruppo di gradi militari che delle forze armate indiane pachistane, nell'esercito pakistano, nepalesi e del Bangladesh.

## Riferimenti normativi
- Act of Pakistan Army 1952.
- Ordine della Marina militare del Pakistan 1961.
  - Manuale della legge navale pagina 181
  - Regola della Marina militare del Pakistan parte 1 pagina IV

## Mansioni
I militari che hanno il grado di JCO vengono nominati da una commissione presidenziale e hanno poteri di comando.
I sottufficiali vengono promossi al livello di JCO sulla base del merito e dell'anzianità, limitati dal numero di posti vacanti. coloro che raggiungono i gradi di Junior Commissioned Officer sono trattati come una classe separata e hanno molti privilegi aggiuntivi e possono essere paragonati ai warrant officers americani.
Tra coloro che hanno il grado di Junior Commissioned Officer figure come Paṇḍit, Mawlawi, Priest, incaricati delle cure religiose dei componenti dell'esercito indiano con compiti anche di supporto psicologico  e ogni unità ha il proprio Mandir, Masjid o Chiesa.

## Storia
Durante la dominazione britannica, questi ufficiali erano conosciuti come viceroy's commissioned officers tranne in Nepal, che non è mai stata una colonia britannica. Durante la domiunazione britannica in un chiaro contesto coloniale, fino al 1866 i viceroy's commissioned officers erano i gradi più alti che la maggior parte degli indiani avrebbe potuto raggiungere mentre la maggior parte degli ufficiali erano britannici.